# Bank-Archiv – Zeitschrift für Bank- und Börsenwesen
Das Bank-Archiv – Zeitschrift für Bank- und Börsenwesen war eine von 1901 bis 1943 erschienene Fachzeitschrift für das Bankwesen, die als Organ für den Centralverband des deutschen Bank- und Bankiergewerbes (CVBB) fungierte. Seit 1988 erscheint in Wien die fast namensgleiche finanzwirtschaftliche Fachzeitschrift Bank-Archiv – Zeitschrift für das gesamte Bank- und Börsenwesen, die von der Österreichischen Bankwissenschaftlichen Gesellschaft herausgegeben wird.

## Geschichte
Das Bank-Archiv erschien erstmals am 1. Oktober 1901. Der erste, hierin abgedruckte Aufsatz stammte von Gustav Cohn und befasste sich mit den Ursachen der damaligen Wirtschaftskrise in der Metallbranche. Dem im März 1901 gegründeten CVBB gehörten ein Jahr später 600 Mitglieder an, doch viele Privatbanken weigerten sich, dem Verband beizutreten. In einem im Bank-Archiv vom März 1902 abgedruckten Leserbrief war der Berliner Privatbankier Alfred Neumann der Auffassung, dass Privatbanken allein deshalb keine Mitglieder sein sollten, weil der CVBB sich nur für die Interessen der Großbanken einsetze. Auf dem vom CVBB organisierten ersten deutschen Bankiertag am 19./20. September 1902 hielt Hugo Hartung (Vorstandsmitglied des A. Schaaffhausen’schen Bankvereins) vor über 700 Vertretern des Kreditgewerbes ein Referat über „Die wirtschaftliche Stellung und die Aufgaben des Bankier-Standes“, das im Bank-Archiv 1902 abgedruckt wurde. Eine wichtige Thematik jener Zeit war der Schutz des Bankiersbegriffs, der in einem Gutachten vom Januar 1902 gefordert wurde. Auch die Einordnung der Bucket Shops im Bankwesen wurde thematisiert. Der Berliner Anwalt Arthur Nussbaum nannte sie die „Parasiten des Bankgewerbes“. Das im März 1908 in Kraft getretene Scheckgesetz erfuhr bereits vor seiner Entstehung eine umfassende Rezeption.
Im Jahre 1933 fungierte das Bank-Archiv als Organ der „Reichsgruppe Banken“. Die „neue Aufgabe“ der Reichsgruppe Banken hatte ihr Leiter Otto Christian Fischer im Bank-Archiv damals sehr deutlich beschrieben. Einer der letzten Beiträge erschien im Jahre 1943.

## Inhalt
Im Bank-Archiv wurde das Bankwesen von Wissenschaftlern und Praktikern behandelt. Es griff vor allem die bankwirtschaftlichen und bankpolitischen Schwerpunkte der damaligen Zeit auf.

## Nachfolge
In Deutschland erschien 1961 die Zeitschrift Bank-Betrieb: Zeitschrift für Bankpolitik und Bankpraxis, herausgegeben vom Bundesverband deutscher Banken, die 1977 durch die Die Bank – Zeitschrift für Bankpolitik und Praxis abgelöst wurde. In der ersten Ausgabe von Januar 1977 wurde die Zeitschrift als Nachfolgezeitschrift des „Bank-Archivs“ bezeichnet. Dies kann aber nur für Deutschland so gesehen werden. 
In Österreich wurde bereits 1952 die Zeitschrift Österreichisches Bank-Archiv gegründet, die von der Österreichischen Bankwissenschaftliche Gesellschaft herausgegeben wurde und bis 1987 erschien. Als Nachfolgezeitschrift des Österreichischen Bank-Archivs erschien ab dem Jahr 1988 das Bank-Archiv – Zeitschrift für das gesamte Bank- und Börsenwesen.